# Hirundapus
Hirundapus es un género de aves Apodiformes en la familia Apodidae.

## Especies
El género contiene las siguientes especies:
- Hirundapus caudacutus – vencejo mongol.
- Hirundapus celebensis – vencejo de Célebes.
- Hirundapus cochinchinensis – vencejo de la Cochinchina.
- Hirundapus giganteus – vencejo gigante.